# Championnat d'Italie de football de deuxième division 2010-2011
Navigation
Serie B 2009-2010 Serie B 2011-2012
La Serie B, saison 2010-2011, est le championnat d'Italie de football de D2, dont ce fut la 79e édition. Pour des raisons de sponsor, son nom commercial est Serie Bwin.
Elle a débuté le 22 août 2010 et s'est achevée le 29 mai 2011.
Des 22 équipes qui la composent, les sept nouvelles équipes sont les rétrocédées de la Serie A 2009-2010 (Livourne, Sienne, Atalanta) et les promues de la Ligue Pro Première Division : Novare, Varèse, Portogruaro et Pescara, qui remplacent l'Ancône (radié) et les rétrocédées Mantoue (radiée), Gallipoli (radiée), Salernitana. Le Portogruaro est à sa première participation à la Serie B. La Triestina est repêchée à la suite de la radiation de l'Ancône.

## Équipes participantes
| Club                       | Ville             | Stade                                                                                | Capacité | Sponsor technique | Sponsor officiel                           | Saison 2009-2010                                               |
| -------------------------- | ----------------- | ------------------------------------------------------------------------------------ | -------- | ----------------- | ------------------------------------------ | -------------------------------------------------------------- |
| UC Albinoleffe             | Albino et Leffe   | Stadio Atleti Azzurri d'Italia (Bergame)                                             | 24.726   | Acerbis           | UBI Assicurazioni                          | 11e place en Serie B                                           |
| Ascoli Calcio 1898         | Ascoli Piceno     | Stadio Cino-e-Lillo-Del-Duca                                                         | 20.550   | Legea             | Carisap                                    | 9e place en Serie B                                            |
| Atalanta BC                | Bergame           | Stadio Atleti Azzurri d'Italia                                                       | 24.726   | Erreà             | Axa Assurances                             | 18e place en Serie A                                           |
| AS Cittadella              | Cittadella        | Stadio Piercesare-Tombolato                                                          | 7.623    | Garman            | Siderurgica Gabrielli Elledì               | 6e place en Serie B                                            |
| FC Crotone                 | Crotone           | Stade Ezio-Scida                                                                     | 9.631    | Onze              | Città di Crotone                           | 8e place en Serie B                                            |
| Empoli FC                  | Empoli            | Stade Carlo-Castellani                                                               | 19.795   | Asics             | Limonta Sport Computer Gross               | 10e place en Serie B                                           |
| Frosinone Calcio           | Frosinone         | Stadio comunale Matusa                                                               | 9.680    | Legea             | Banca Popolare del Frusinate               | 16e place en Serie B                                           |
| US Grosseto FC             | Grosseto          | Stade Carlo-Zecchini                                                                 | 10.200   | Erreà             | ILCO Banca di Credito Cooperativo          | 7e place en Serie B                                            |
| AS Livourne Calcio         | Livorno           | Stade Armando-Picchi                                                                 | 19.238   | Legea             | Banca Carige                               | 20e place en Serie A                                           |
| Modène FC                  | Modène            | Stade Alberto-Braglia                                                                | 21.151   | Givova            | CPL concordia Immergas                     | 13e place en Serie B                                           |
| Novare Calcio              | Novare            | Stade Silvio-Piola                                                                   | 7.487    | Sportika          | Banca Popolare di Novara                   | 1er de la poule A de la Prima Divisione                        |
| Calcio Padoue              | Padoue            | Stadio Euganeo                                                                       | 32.420   | Lotto             | Famila Cassa di Risparmio del Veneto       | 19e place en Serie B                                           |
| Delfino Pescara 1936       | Pescara           | Stade Adriatico                                                                      | 24.440   | Legea             | Pail Humangest                             | 2e de la poule B de la Prima Divisione (promue après play-off) |
| Plaisance FC               | Plaisance         | Stade Leonardo-Garilli                                                               | 21.668   | Macron            | Unicef Banca Di Piacenza                   | 15e place en Serie B                                           |
| Calcio Portogruaro-Summaga | Portogruaro       | Stadio Piergiovanni Mecchia (Stade Friuli d'Udine pour les 5 premiers matchs maison) | 3.335    | Givova            | Estgate Park Bibione                       | 1er de la poule B de la Prima Divisione                        |
| Reggina Calcio             | Reggio de Calabre | Stade Oreste-Granillo                                                                | 27.454   | Onze              | Stocco & Stocco                            | 12e place en Serie B                                           |
| US Sassuolo                | Sassuolo          | Stade Alberto-Braglia (Modena)                                                       | 21.151   | Sportika          | Mapei                                      | 4e place en Serie B                                            |
| AC Sienne                  | Sienne            | Stade Artemio-Franchi de Sienne                                                      | 15.573   | Kappa             | Monte Paschi                               | 19e place en Serie A                                           |
| Torino FC                  | Turin             | Stadio olimpico di Torino                                                            | 27.994   | Kappa             | Dahlia TV                                  | 5e place en Serie B                                            |
| US Triestina Calcio        | Trieste           | Stade Nereo-Rocco                                                                    | 28.565   | Mass              | Testa & Molinaro                           | 18e place en Serie B (repêchée)                                |
| AS Varèse 1910             | Varèse            | Stadio Franco Ossola                                                                 | 8.127    | Onze              | Oro in Euro Ing. Claudio Salini Pulirapida | 2e de la poule A de la Prima Divisione (promue après play-off) |
| Vicence Calcio             | Vicence           | Stade Romeo-Menti                                                                    | 12.400   | Max Sport         | FIAMM Banca Popolare di Vicenza            | 14e place en Serie B                                           |

## Classement

### Tableau
Le classement est établi sur le barème de points classique (victoire à 3 points, match nul à 1, défaite à 0).
Pour départager les égalités, on tient d'abord compte des confrontations directes, de la différence de buts générale, puis du nombre de buts marqués, et enfin si la qualification ou la relégation est en jeu, les deux équipes jouent une rencontre d'appui sur terrain neutre.
| Rang | Équipe        | Pts | J  | G  | N  | P  | Bp | Bc | Diff |
| ---- | ------------- | --- | -- | -- | -- | -- | -- | -- | ---- |
| 1    | Atalanta R    | 79  | 42 | 22 | 13 | 7  | 61 | 35 | +26  |
| 2    | Siena R       | 77  | 42 | 21 | 14 | 7  | 67 | 35 | +32  |
| 3    | Novara P      | 70  | 42 | 18 | 16 | 8  | 63 | 38 | +25  |
| 4    | Varese P      | 68  | 42 | 16 | 20 | 6  | 51 | 34 | +17  |
| 5    | Padova        | 62  | 42 | 15 | 17 | 10 | 63 | 48 | +15  |
| 6    | Reggina       | 61  | 42 | 15 | 16 | 11 | 46 | 40 | +6   |
| 7    | Livorno R     | 59  | 42 | 15 | 14 | 13 | 49 | 46 | +3   |
| 8    | Torino        | 58  | 42 | 15 | 13 | 14 | 49 | 48 | +1   |
| 9    | Empoli        | 57  | 42 | 13 | 18 | 11 | 46 | 39 | +7   |
| 10   | Modena        | 55  | 42 | 12 | 19 | 11 | 46 | 51 | -5   |
| 11   | Crotone       | 54  | 42 | 13 | 15 | 14 | 45 | 50 | -5   |
| 12   | Vicenza       | 54  | 42 | 15 | 9  | 18 | 44 | 54 | -10  |
| 13   | Pescara P     | 53  | 42 | 14 | 11 | 17 | 44 | 48 | -4   |
| 14   | Cittadella    | 51  | 42 | 12 | 15 | 15 | 50 | 54 | -4   |
| 15   | Grosseto      | 51  | 42 | 12 | 15 | 15 | 43 | 50 | -7   |
| 16   | Sassuolo      | 51  | 42 | 13 | 12 | 17 | 42 | 46 | -4   |
| 17   | Ascoli        | 50* | 42 | 14 | 14 | 14 | 44 | 48 | -4   |
| 18   | AlbinoLeffe   | 49  | 42 | 13 | 10 | 19 | 55 | 66 | -11  |
| 19   | Piacenza      | 46  | 42 | 11 | 13 | 18 | 50 | 63 | -13  |
| 20   | Triestina     | 40  | 42 | 8  | 16 | 18 | 34 | 57 | -23  |
| 21   | Portogruaro P | 40  | 42 | 10 | 10 | 22 | 39 | 63 | -24  |
| 22   | Frosinone     | 38  | 42 | 8  | 14 | 20 | 46 | 64 | -18  |

| Légende : Qualifications et relégations | Légende : Qualifications et relégations                      |
| --------------------------------------- | ------------------------------------------------------------ |
|                                         | Promu en Série A                                             |
|                                         | Qualification pour les barrages d'accession en Série A       |
|                                         | Qualification pour les barrages de relégation en Ligue Pro 1 |
|                                         | Relégation en Ligue Pro 1                                    |
|                                         | R : Relégué en 2009-2010 P : Promu en 2009-2010              |

- Ascoli a 6 points de moins au classement.

### Barrages

#### Relégation
Le 18e et le 19e du championnat s'affrontent pour ne pas descendre en Ligue Pro 1.
|        | Club        | Score | Club        |
| ------ | ----------- | ----- | ----------- |
| Aller  | AlbinoLeffe | 0-0   | Triestina   |
| Retour | Triestina   | 2-2   | AlbinoLeffe |

#### Promotion
Le vainqueur de ces barrages montera en Serie A.
|  | Demi-finales | Demi-finales | Demi-finales | Demi-finales |   |   | Finale | Finale | Finale | Finale |  |  |  |  |  |  |
|  |              |              |              |              |   |   |        |        |        |        |  |  |  |  |  |  |
|  |              |              |              |              |   |   |        |        |        |        |  |  |  |  |  |  |
|  |              |              |              |              |   |   |        |        |        |        |  |  |  |  |  |  |
|  | (6) Reggina  | 0            | 2            |              |   |   |        |        |        |        |  |  |  |  |  |  |
|  | (6) Reggina  | 0            | 2            |              |   |   |        |        |        |        |  |  |  |  |  |  |
|  | (3) Novara   | 0            | 2            |              |   |   |        |        |        |        |  |  |  |  |  |  |
|  | (3) Novara   | 0            | 2            | (3) Novara   | 0 | 2 |        |        |        |        |  |  |  |  |  |  |
|  |              |              |              |              | 0 | 2 |        |        |        |        |  |  |  |  |  |  |
|  |              | (5) Padova   | 0            | 0            |   |   |        |        |        |        |  |  |  |  |  |  |
|  | (5) Padova   | (5) Padova   | 0            | 0            | 1 | 3 |        |        |        |        |  |  |  |  |  |  |
|  | (5) Padova   |              |              |              |   |   |        |        |        |        |  |  |  |  |  |  |
|  | (4) Varese   | 0            | 3            |              |   |   |        |        |        |        |  |  |  |  |  |  |
|  | (4) Varese   | 0            | 3            |              |   |   |        |        |        |        |  |  |  |  |  |  |

## Statistiques

### Meilleurs buteurs
|   | Buteur              | Club       | Nb de Buts |
| - | ------------------- | ---------- | ---------- |
| 1 | Federico Piovaccari | Cittadella | 23         |
| 2 | Elvis Abbruscato    | Vicenza    | 19         |
| 2 | Rolando Bianchi     | Torino     | 19         |
| 3 | Emanuele Calaiò     | Siena      | 18         |
| 4 | Cristian Bertani    | Novara     | 17         |
| 4 | Emiliano Bonazzoli  | Reggina    | 17         |
| 4 | Daniele Cacia       | Piacenza   | 17         |
| 4 | Claudio Coralli     | Empoli     | 17         |
| 5 | Pablo González      | Novara     | 15         |
| 5 | Davide Succi        | Padova     | 15         |